# Torre de los Barreda
La torre de los Barreda es un edificio situado en Cortiguera (Cantabria, España). Aunque la fábrica original data del siglo XVI, ha sido profundamente transformada. Originalmente perteneció a una fortaleza. Aún destacan de ella un arco de medio punto y un escudo heráldico.